# Trường Cao đẳng Y tế Hà Nội
Trường Cao đẳng Y tế Hà Nội (tiếng Anh: Hanoi Medical College) là trường cao đẳng công lập trực thuộc Ủy ban nhân dân thành phố Hà Nội, được thành lập năm 2006 trên cơ sở trường Trung học y tế Hà Nội. Trường đào tạo đa ngành về sức khỏe. Trụ sở chính của trường đặt tại số 35 Đoàn Thị Điểm, phường Quốc Tử Giám, quận Đống Đa, thành phố Hà Nội.

## Lịch sử
Ngày 18 tháng 3 năm 1966, trường cán bộ y tế - tiền thân của trường Cao đẳng Y tế Hà Nội - đã được thành lập. Sau đó trường sát nhập với trường trung học y tế Hà Nội thành trường Trung học Y tế Hà Nội.
Năm 2006, trường được nâng cấp trở thành trường Cao đẳng Y tế Hà Nội theo Quyết định số 1769/QĐ-BGD&ĐT ngày 10 tháng 4 năm 2006 của Bộ Giáo dục và Đào tạo. Kể từ ngày 1 tháng 1 năm 2017, trường chính thức chịu sự quản lý nhà nước về lĩnh vực giáo dục nghề nghiệp của Bộ Lao động – Thương binh và Xã hội. Năm 2018, Trường Cao đẳng Y tế Hà Nội đạt tự chủ loại 2.

## Bộ máy tổ chức, cán bộ, giảng viên
Hiêụ trưởng trường hiên nay là Tiến sĩ Phạm Văn Tân, được UBND Thành phố Hà Nội bổ nhiệm vào tháng 10 năm 2020.
Trường có 7 phòng chức năng, 5 khoa và 24 bộ môn trực thuộc khoa:
1. Phòng Đào tạo
2. Phòng Tổ chức hành chính
3. Phòng Khảo thí & Đảm bảo chất lượng
4. Phóng Công tác sinh viên
5. Phòng Tài chính kế toán
6. Phòng Quản trị đời sống
7. Phòng Giáo tài
8. Khoa Khoa học cơ bản: gồm có 04 bộ môn: Toán – Tin – Ngoại ngữ, Hóa, Lý – Lý sinh, Mác Lê Nin – Giáo dục quốc phòng - Thể dục thể thao
9. Khoa Y học cơ sở: gồm có 05 bộ môn: Hóa sinh, Y tế công cộng, Giải phẫu sinh lý, Giải phẫu bệnh – Sinh lý bệnh, Vi Ký sinh
10. Khoa Y: gồm có 08 bộ môn: Điều dưỡng Nội, Điều dưỡng Ngoại, Điều dưỡng Nhi, Điều dưỡng Sản – phụ khoa, Điều dưỡng Truyền nhiễm, Điều dưỡng các bệnh chuyên khoa, Y học cổ truyền, Hình ảnh y học
11. Khoa Dược: gồm có 04 bộ môn: Công nghệ dược phẩm, Dược lý - Dược lâm sàng, Tổ chức quản lý dược, Thực vật - Dược liệu - Dược học cổ truyền
12. Khoa Điều dưỡng: gồm có 03 bộ môn: Điều dưỡng cơ bản, Quản lý điều dưỡng, Kiểm soát nhiễm khuẩn
13. Trung tâm tiền lâm sàng

Năm 2020, trường có 180 cán bộ, công công chức, viên chức, trong đó tiến sĩ 15 người, thạc sĩ 87 người, đại học 61 người.

## Cơ sở vật chất
Trường có hai cơ sở:
Cơ sở I - 35 Đoàn Thị Điểm, quận Đống Đa, thành phố Hà Nội: bao gồm phòng ban, khoa; phòng học lý thuyết, phòng thực hành.
Cơ sở II - 103 Phúc Xá, quận Ba Đình, thành phố Hà Nội: bao gồm phòng học lý thuyết, ký túc xá, giáo dục thể chất.

## Đào tạo
Số học sinh, sinh viên tuyển mới hàng năm từ 2000 - 2500 (năm 2019 trường tuyển 1550 sinh viên). Năm 2020 - 2021, quy mô đào tạo đạt gần 5000 sinh viên.

### Các hệ đào tạo
- Hệ đào tạo cao đẳng chính quy: Điều dưỡng, Hộ sinh, Kỹ thuật xét nghiệm y học, Kỹ thuật y học, Dược, Kỹ thuật phục hồi chức năng, Chăm sóc sắc đẹp.[11]
- Hệ đào tạo liên thông:[12]
  - Trình độ cao đẳng: Điều dưỡng.
  - Trình độ trung cấp: Điều dưỡng.

## Kết quả đào tạo, nghiên cứu khoa học
Trong 47 năm, trường đã đào tạo trên 3 triệu cán bộ y tế. Tỷ lệ học sinh, sinh viên ra trường sau 1 năm có việc làm tại các cơ sở y tế trong cả nước đạt trên 80%.
Trường chủ trì và tham gia nhiều đề tài nghiên cứu khoa học cấp Bộ, Thành phố và cấp cơ sở. Nhiều đề tài đã đạt giải cao trong Hội nghị khoa học tuổi trẻ các trường đại học, cao đẳng Y Dược toàn quốc.

## Khen thưởng
Trường đã được nhận nhiều phần thưởng:
- Huân chương Lao động hạng Nhất, Nhì, Ba
- Huân chương Độc lập hạng Ba
- Cờ thi đua của Chính phủ
- Nhiều năm nhà trường được tặng Bằng khen của Thủ tướng Chính phủ, Cờ thi đua, Bằng khen và nhiều danh hiệu thi đua của Bộ Giáo dục và Đào tạo, Bộ Y tế, UBND thành phố Hà Nội.